# 施泰克博恩

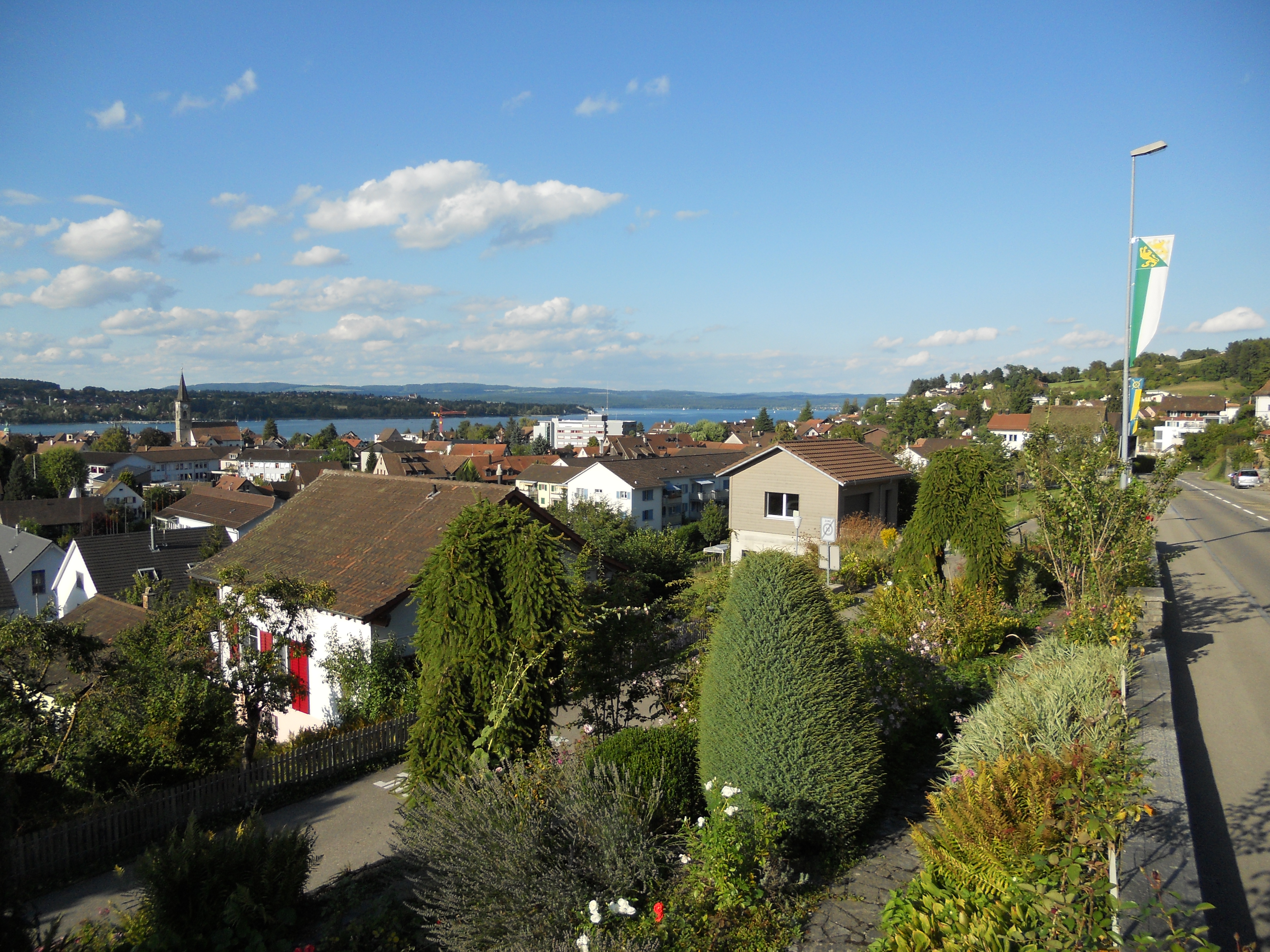
View on the town

施泰克博恩是瑞士的城鎮，位於該國東北部，由圖爾高州負責管轄，面積8.76平方公里，海拔高度400米，2011年人口3,642，其中信奉羅馬天主教和基督教的居民各佔三成。

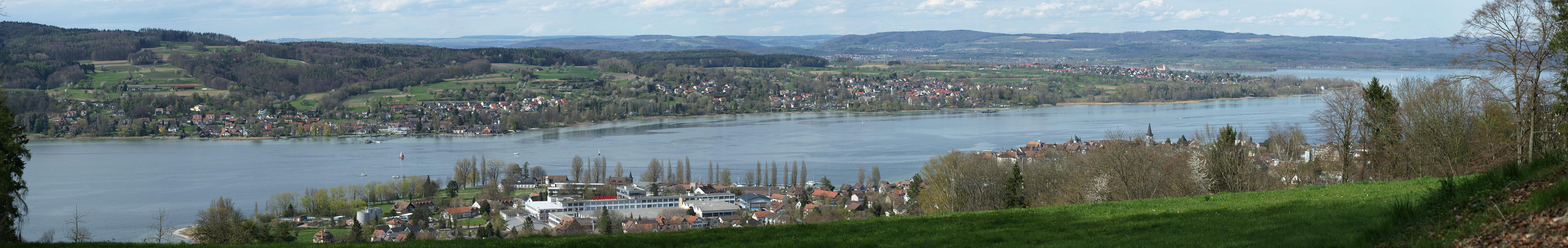

## 外部連結
- www.steckborn.ch （页面存档备份，存于） （德文）
- BERNINA International site （页面存档备份，存于）
- History and old pictures of Steckborn （页面存档备份，存于） （德文）